# Карагичев, Борис Васильевич
Борис Васильевич Карагичев (12 (24) сентября 1879, Грозный — 26 ноября 1946, Москва) — российский советский композитор и музыкальный педагог.
Изучал композицию в Московской консерватории, в том числе под руководством С. И. Танеева. Окончив курс в 1908 году, первоначально подвизался как музыкальный критик, особенно в газете «Новости сезона» и журнале «Музыка».
С 1913 преподаватель (с 1919 профессор) Саратовской консерватории, вёл класс гармонии, изучал музыкальный фольклор; к этому периоду относятся, главным образом, фортепианные и вокальные пьесы композитора. В 1922—1931 гг. заведовал кафедрой теории композиции Азербайджанской консерватории, среди его учеников Нина Карницкая. Написал оперу «Сказка о попе и работнике его Балде» (1930, по одноимённой сказке А. С. Пушкина), три струнных квартета, фортепианную сонату (1927), также для фортепиано Восемь тюркских песен (1924). С 1931 г. в Москве, в 1932—1941 гг. преподавал в Музыкальном техникуме имени Гнесиных. Собирал среднеазиатский музыкальный фольклор, на основе которого написал, в частности, Таджикскую сюиту (1933), сюиту «Восток» (1943), две Тюркские симфониетты (1933, 1942), Красный таджикский марш (1934, для духового оркестра) и т. д. На рубеже 1930—1940-х гг. много работал в жанре массовой песни (на слова Михаила Голодного, Степана Щипачёва, Агнии Барто и др.).